# Hypnella recurvula
Hypnella recurvula är en bladmossart som beskrevs av Brotherus 1907. Hypnella recurvula ingår i släktet Hypnella och familjen Sematophyllaceae. Inga underarter finns listade i Catalogue of Life.